# Carleton S. Coon
Carleton Stevens Coon (Wakefield, 23 de junio de 1904-Gloucester, 3 de junio de 1981)  fue un antropólogo físico estadounidense. Coon escribió numerosos libros sobre razas. Se le conoce sobre todo por sus teorías científicas racistas sobre la evolución paralela de las razas humanas, muy discutidas en vida y consideradas pseudocientíficas por la ciencia moderna.

## Biografía
Coon nació en Wakefield, Massachusetts. Se interesó por la prehistoria y asistió a la academia Phillips, Andover, donde estudió jeroglíficos y alcanzó muy buen dominio del griego antiguo. Luego concurrió a Harvard, en donde inicialmente estudió egiptología con George Reisner. Sin embargo, al igual que muchos estudiantes, a Earnest Hooton le atrajo el campo de la antropología y se graduó magna cum laude en 1925. Una vez graduado, comenzó a desempeñarse como curador de etnología en el museo de la Universidad de Filadelfia.
Estando en Harvard, realiza en 1925 el primero de numerosos viajes al norte de África para efectuar trabajos de campo en el Rif, en Marruecos, que seguía siendo políticamente inestable después de una rebelión popular contra la dominiación española. Coon obtuvo su doctorado en 1928 y volvió a Harvard como conferenciante y más adelante como profesor. Su trabajo a partir de este período incluyó una reescritura en 1939 de la obra "Races of Europe" (Razas de Europa) de William Z. Ripley (1899). Coon tenía un carácter colorido y, al igual que su mentor Earnest Hooton, muchos de sus escritos se orientan a una audiencia general, no técnica. Además publicó varias novelas y llevó a la ficción notas de sus viajes al norte de África, tales como The Riffians, Flesh of the Wild Ox, Measuring Ethiopia y A North Africa Story: The Anthropologist as OSS Agent.
Este último libro es un relato de su trabajo durante la Segunda Guerra Mundial, que implicaba espionaje y el tráfico de armas para los grupos franceses de la resistencia en Marruecos, que estaba entonces ocupado por Alemania. Esta tarea realizada bajo el disfraz de trabajo antropológico de campo es una práctica condenada generalmente por los antropólogos en la actualidad, en el contexto de la ética de la ciencia del siglo XXI. Durante este tiempo, Coon trabajó con la oficina de Estados Unidos de servicios estratégicos.
Coon hizo estudios antropológicos físicos en el extranjero. Estudió a los albaneses entre 1929 y 1930. En 1933 viajó a Etiopía como parte de sus estudios. En el período 1925 a 1939 recorrió Arabia, África del norte y los Balcanes, y en 1939 descubrió un ejemplar de Neanderthal.
En 1948, Coon dejó Harvard para ocupar un puesto como profesor de antropología en la Universidad de Pensilvania, que tenía un museo excelente. A través de los años 1950 produjo una serie de escritos académicos, así como muchos libros populares, siendo el más notable The Story of Man (1954). El interés de Coon consistía en utilizar la teoría de Darwin de la selección natural para explicar las diferentes características físicas de varios grupos raciales.
A partir de 1954-1957, hizo trabajos de fotografía para la fuerza aérea de Estados Unidos. Fotografió las áreas donde los aviones norteamericanos pudieran ser atacados. Esto lo condujo a viajar por Asia de Corea a Ceilán, India, Pakistán, Arabia Saudita, Japón, Taiwán, Nepal, Sikkim y Filipinas.
Coon murió el 3 de junio de 1981, en Gloucester, Massachusetts.

### Teorías raciales
Coon sostuvo la hipótesis de que diversos tipos raciales combatieron por la dominación y aniquilación de otros tipos raciales. Por ejemplo, sostenía que Europa era el producto refinado de una larga historia de progresión racial. Tal como lo expresó en su obra The Races of Europe, creía que históricamente "diversas tensiones en una población han demostrado valores diferenciados de supervivencia y a menudo una ha resurgido a expensas de otras (en europeos)". Llegó a afirmar que la "supervivencia máxima" de europeos fue aumentada por su reemplazo de los pueblos indígenas del “Nuevo Mundo”. Creía que la historia de la raza blanca había incluido "supervivencias raciales" de las diferentes subrazas blancas.
En su libro The Races of Europe utiliza el término "caucásico" y "raza blanca" como sinónimos. En su introducción, indica que “el tema (de su libro) es el carácter somático de la gente que pertenece a la raza blanca". Estas ideas también se presentan en el primer capítulo titulado "Introducción al estudio histórico de la raza blanca" y en el capítulo de conclusión titulado "La raza blanca y el Nuevo Mundo".
Coon consideraba el tipo racial europeo como una subraza de la raza caucásica que autorizó más estudio. En otras secciones de su libro The Races of Europe menciona a personas que son "europeos en tipo racial" y tienen un "elemento racial europeo". Coon advirtió que el estudio de algunas versiones importantes de tipos raciales europeos era pobre comparado con el esfuerzo dedicado a otras tipologías. "Por muchos años, numerosos antropólogos físicos han encontrado más divertido viajar a tierras distantes y medir pequeños restos de pueblos poco conocidos o románticos que abordar un estudio sistemático de sus propios compatriotas. Por esa razón las secciones en el presente libro que tratan de los lapones, los árabes, los bereberes, los tayikos y los ghegs pueden aparecer más completa y lúcidamente tratados que los que se ocupen de los franceses, húngaros, checos o de los ingleses. Lo que se necesita más que cualquier cosa a este respecto es un estudio minucioso de los habitantes de las principales y más poderosas naciones de Europa".
Coon creía que los blancos siguieron una trayectoria evolutiva separada de otros seres humanos. Creía que "los primeros homo sapiens conocidos, representados por varios ejemplos de Europa y de África, eran un hombre blanco ancestral de cráneo largo y estatura corta y con tamaño moderadamente grande del cerebro" y que "el grupo negro probablemente se desarrolló paralelo a la tensión blanca" (The Races of Europe, capítulo II).
Coon sostenía que algunas razas evolucionaron menos que otras. Por ejemplo, consideraba que los lapones de Europa del Norte representaban una raza transitoria de mongoloide o una mezcla de la subraza nórdica con los mongoloides. Él presumía que si eran de hecho un mongoloide transitorio, después han conservado su braquicefalia de una etapa anterior en la evolución, pero tienen el rubio de la etapa evolutoria más alta del caucásico. También creía que algunas razas alcanzaron la etapa de Homo sapiens en la evolución antes que otras, dando por resultado el grado más alto de civilización entre algunas razas. Además consideraba que las razas mongoloide y caucásica eran racialmente superiores a las razas australoide, capoide y congoide."Donde quiera que se presentara el homo, y África es actualmente el continente más probable, pronto se dispersó, en una forma muy primitiva, a través de las regiones calientes del viejo mundo... Si África fue la cuna de la humanidad, fue solamente un jardín de infantes indiferente. Europa y Asia fueron nuestras escuelas de principios."
En 1962, publicó su libro The Origin of the Races. Desafortunadamente para Coon, la antropología física había cambiado mucho desde su época de estudiante en Harvard. La síntesis moderna en biología y genética de la población influenciaron en forma importante a investigadores contemporáneos, tales como Sherwood Washburn y Ashley Montagu, al igual que una rebelión de Franz Boas contra el pensamiento racial tipológico. La especie humana ahora es vista como una progresión serial continua de poblaciones más bien que como cinco razas paralelas genéticamente distintas. La década de 1960 fue una época polémica para las teorías raciales, y Carleton Putnam sugirió que el trabajo de Coon, entre otros, justificaba la segregación racial. Coon se retiró como presidente de la Asociación americana de antropólogos físicos a disgusto después de que la Asociación votara la censura al libro de Putnam Race and Reason: a Yankee View, y continuó escribiendo y defendiendo su trabajo.

## Trabajos escritos por Coon
- The Origin of Races (1962)
- The Story of Man (1954)
- Culture Wars and the Global Village: A Diplomat’s Perspective
- The Races of Europe (1939)
- Races: A Study of the Problems of Race Formation in Man
- The Hunting Peoples
- Anthropology A to Z (1963)
- Living Races of Man (1965)
- Steven Caves: Archaeological Exploration in the Middle East
- Adventures and Discoveries: The Autobiography of Carleton S. Coon (1981)
- Mountains of Giants: A Racial and Cultural Study of the North Albanian Mountain Ghegs
- Yengema Cave Report (his work in Sierra Leone)
- Caravan: the Story of the Middle East (1958). A North Africa Story (1980)
- Racial Adaptations (1982)
- Adventures and Discoveries: The Autobiography of Carleton S. Coon
- Human Osteology: A Laboratory and Field Manual of Carlton S. Coon, Loren C. Eiseley & Wilton M. Krogman (chairman)